# 루돌프 샤흐너
요제프 루돌프 샤흐너(독일어: Joseph Rudolph Schachner, 1816년 12월 30일~1896년 8월 15일)는 독일의 피아니스트이자 작곡가였다.

## 생애
샤흐너는 젠틀링 출신의 공업 교사인 어머니, 바베트 브레들과 빈 출신의 금철사 기능공인 아버지, 제이콥 샤흐너 사이에서 사생아로 태어났다. 그는 어머니와 함께 살았고, 어릴 때부터 뮌헨 궁정 오르간 연주자 카예탄 에트로부터 음악 수업을 받았다. 1835년에는 당시 뮌헨에 일시적으로 머물고 있던 요한 밥티스트 크라머로부터도 음악 수업을 받았다. 1836년에 샤흐너는 빈으로 가서 루트비히 판 베토벤의 전 친구였던 테레제 드로스딕(결혼전 성은 말파티)의 직원이자 음악적 동반자가 되었다. 
1842년에 그는 파리 내한 공연에서 그의 소협주곡, 작품 번호 10으로 큰 성공을 거두었고, 1848년에는 3월 혁명을 위해 작곡한 두 개의 작품이 빈에서 인기를 얻었다. 1850년 2월 12일에 테레제는 자신의 유언장을 작성함과 더불어 샤흐너를 자신의 음악에 관한 모든 것의 상속자로 규정했다. 테레제가 사망한 후, 그는 뮌헨으로 돌아와 1852년 12월 14일에 가수 엘리자베트 아우구스타 벤들링의 손녀인 엘리자베트 벤들링과 결혼했다. 그는 1853년 봄에 그녀와 함께 런던으로 이사했다. 샤흐너 부부는 1868년에 뮌헨으로 돌아왔고, 1872년에 잘츠부르크로 갔다가 1887년에 다시 뮌헨에 정착했다. 샤흐너는 바트 라이헨할에서 여름을 보내던 중 사망하여 잘츠부르크에 묻혔다. 
음악사적으로 중요한 것은 샤흐너가 1851년에 테레제가 사망한 후 그녀로부터 물려받은 베토벤의 바가텔 "엘리제를 위하여"의 악보를 1865년 이전에 그녀의 어머니 바베트 브레들과 함께 소유했었다는 사실이다. 악보의 이후 행방은 아직 불분명하다.

## 주요 작품
- 피아노와 관현악을 위한 대협주곡 바단조 Op. 6
- 피아노와 관현악을 위한 협주곡 Op. 10
- 피아노를 위한 환상곡 다단조 Op. 15
- 피아노를 위한 미국 민요 "양키 두들"을 변주한 환상곡 Op. 32
- 피아노를 위한 비가 내림마장조 Op. 33
- 오라토리오, 이스라엘의 바빌론으로부터의 귀환 Op. 34
- 남성 합창단과 관현악을 위한 하이니 폰 슈타이어 Op. 42